# Jefta a jeho dcera
Jefta a jeho dcera je historický román Liona Feuchtwangera vydaný v roce 1957. Odehrává se v období kolem 1000 let před Kristem na území dnešního Izraele a Jordánska. Hlavní postavou je vůdce kmene Galád zvaný Jefta, jehož vzor si Feuchtwanger zvolil v  biblické Knize soudců.

## Děj
Po pohřbu Galáda, náčelníka a šófeta (soudce) stejnojmenného izraelitského kmene v městě Masfě se mezi pozůstalými rozhoří boj o jeho funkce i majetek. V tomto boji proti sobě stojí Gadál, Jelek a Samgar, synové jeho právoplatné manželky Silpy na jedné straně, a Jefta, levoboček jeho beuly (vedlejší ženy) Levany, která pocházela z kmene Ammonitů, vyznavačů boha Milkoma, tedy protivníků Hospodinových. Třebaže žádný z Galádových právoplatných synů neměl o otcovy funkce zájem, tížila je skutečnost, že by měli Jeftovi přenechat část majetku, zejména nemovitosti ve městě Mechanajim a velká stáda dobytka.
Přestože Silpa se svými syny nechtěla zpočátku Jeftu na Galádův pohřeb pozvat, vrchní kněz Abijam jí to rozmluvil. V předvečer pohřbu se celá rodina sešla, aby zahájila rozhovory o nastávajícím dělení moci a majetku. Jeftovi od začátku nahrávaly jeho vrozené vůdcovské vlastnosti a sympatie lidu. Zbytek jeho rodiny stavěl proti němu na nejen na skutečnosti, že je bastard, ale také, že je synem ženy z kmene vyznávajícího jiného boha, stejně jako jeho manželka Ketura. Třebaže se Jefta považuje a prohlašuje za služebníka Hospodinova, v osudném okamžiku mu během diskuze vypadnou z váčku pod opaskem amulety cizích božstev. Jefta se úspěšně obhájí a vymyslí lest, podle které je chtěl věnovat svému otci na poslední cestu do pohřební jeskyně. Velekněz Abijam však rozhodl, že chce-li se Jefta stát kmenovým vůdcem a soudcem Galádu a zároveň si ponechat majetek po otci, musí svou ženu zapudit.
Sebevědomý Jefta takovýto ponižující kompromis odmítá a s početným doprovodem mechanajimského lidu, mezi kterým je i jeho věrný švagr Par, opouští Galád. Zbytek kmene se usídlí v nehostinné a pusté zemi Tob. Postupně se k nim přidávají další utečenci nazývaní holí lidé, a tak nový kmen sílí a upevňuje si pozice v celé oblasti. Jeftova dcera Jáala je v novém prostředí šťastná, projevuje sklony ke zpěvu a hudbě a rychle tělesně i duševně dospívá. Stává se hluboce oddanou Hospodinovi. Jednoho se však při pochůzce lesem zřítí do rokle, zraní si nohu a upadne do bezvědomí. Zachrání ji však mladý Amorejec jménem Maribáal, a tak mezi nimi vznikne hluboké přátelství. Jefta postupně dobývá sedm měst na východě patřících Babylónské říši.
Tou dobou začínají Galád napadat a obléhat nepřátelské kmeny Ammonitů a Moábitů ze západu v čele s králem Nachašem. Galádští vyšlou k Jeftovi posly s žádostí o pomoc. Jefta pomoc přislíbí, ale před zahájením bojů uzavře se svými bratry smlouvu, podle které mu připadne funkce soudce a majetek po otci, pokud z hradeb města Masfy nebude vidět jediného Nachašova vojáka. Poté začne s Nachašem vyjednávat na území rozbořeného města Elealeh. Nachaš nabízí mír výměnou za Jeftovu dceru Jáalu, s níž by rád oženil svého syna Meše a odvolává se na skutečnost, že Galádové, Ammonité a Moábité jsou všichni Hebrejci. Jefta si vyžádá čas na rozhodnutí do příštího jara. Část Galádských Jeftovi zazlívá, že netáhne do boje, na který se již těší, jiní jsou rádi, že zůstává mír, a tak se mohou věnovat hospodářství.
V mezidobí se Nachaš tajně spojí s bázanským králem Abirem. Ještě než Jeftovi uplyne lhůta na rozhodnutí, přijdou za ním Nachašovi poslové a dožadují se odpovědi již uprostřed zimy. Jefta jim dává vyhýbavou odpověď a poslové předstírají, že je uspokojila a že se vrací zpět. Když zmizí z dohledu, obrátí se na východ do Babylónu, aby tam sjednali vojenské spojenectví proti Galádu a Jeftovi. Jeftovi se donese zpráva, že se z východu blíží nepřátelské vojsko babylónského krále Marduka, které doprovází i královský vyslanec a zároveň synovec, princ Gudea. Když vojsko toto prochází úzkou soutěskou, Jefta ji nechává z obou stran uzavřít, a snadno zvítězí. Princ Gudea i se svou družinou se stává jeho zajatcem. Zajatci se stávají vítaným zpestřením jednotvárného života Jeftova kmene a Jáála obdivuje babylónské hudebníky, kteří jí věnují některé ze svých hudebních nástrojů.
Později dorazí hlavní babylónské voje a dojde k velkým bojům, při nichž Jefta čelí mnohanásobné přesile. Ještě předtím však kněz Abijam vyjedná přes Jeftův silný odpor vojenskou podporu vůdce dalšího izraelitského kmene Efraim Tachana, kterému kdysi odmítli Galádští v nouzi vojenskou pomoc. Jefta je v boji se svým švagrem Parem a menší skupinou vojáků odříznut od zbytku svých bojovníků, bratr Gádal padne a archa, kterou na poslední chvíli přinese družina nejmladšího bratra Samgara, padne do rukou nepřítele. Když už situace vypadá zcela beznadějně, Jefta si vyžádá od Hospodina pomoc a jako odměnu mu slíbí zápalnou oběť v podobě první osoby, která jej jako první po návratu vyjde z jeho domu uvítat. Za okamžik se bojová situace jako zázrakem obrátí a Jeftovo vojsko dosáhne vítězství. Když je po boji, dorazí na pomoc efraimské vojsko, Jefta je však vykáže ze svého území pod pohrůžkou napadení, k čemuž následně dojde. Když je po všem, Jefta si uvědomuje hrůznost svého slibu Hospodinovi.
Aby se vyhnul tomu nejhoršímu, rozhodne se Jefta nevrátit do svého panství Mechanajim, ale zamíří napřed do Masfy. Jáala však předtím Mechanajim opustila, aby otce mohla uvítat jako první, což se při příjezdu do Masfy také stane. Od té doby se Jefta jako vyměněný a prožívá hluboká vnitřní muka a boje, zda má svůj slib splnit. Nakonec se svěří manželce Ketuře, které se mu tím zcela odcizí a přijde o ni, i Jáale, která svou oběť naopak bere jako velikou čest. Jeftův slib Hospodinovi se neutají a mezi lidem zavládne zároveň děs i úcta. Jefta se přestává starat o své úřady a po uplynutí předepsané doby svou oběť nakonec vykoná. Po sedmi letech ve funkci kmenového náčelníka nešťasten umírá, vědom si marnosti své oběti.

## Jeftova biblická versus románová postava
V Knize soudců se o Jeftovi vyskytují celkem čtyři zmínky, které sestávají celkem z 27 vět, pocházejí z různých období a na první pohled je kromě jména Jefta mnoho nespojuje. Na jejich základě Lion Feuchtwanger vystavěl svůj obdivuhodný příběh a zasadil jej do doby zhruba 1300 až 1000 před Kristem.

## Vydání
Německá
- Jefta und seine Tochter, Augbau-Verlag, Berlín 1957

Česká
- Jefta a jeho dcera, překlad Valter Feldstein, Svoboda, Praha 1971